# Тиргу-Жіу
Тиргу-Жіу (рум. Târgu Jiu) — місто у повіті Горж в Румунії, що має статус муніципію. Адміністративно місту підпорядковані такі села (дані про населення за 2002 рік):
- Єзурень (594 особи)
- Бирсешть (852 особи)
- Дрегоєнь (839 осіб)
- Полата (233 особи)
- Пряжба-Маре (613 осіб)
- Роминешть (591 особа)
- Слобозія (864 особи)
- Урсаць (283 особи)

Місто розташоване на відстані 232 км на захід від Бухареста, 89 км на північний захід від Крайови.

## Населення
За даними перепису населення 2002 року у місті проживала 96 641 особа.
Національний склад населення міста:
| Національність            | Кількість осіб | Відсоток |
| ------------------------- | -------------- | -------- |
| румуни                    | 93546          | 96,8%    |
| цигани                    | 2916           | 3,0%     |
| угорці                    | 85             | 0,1%     |
| німці                     | 31             | < 0,1%   |
| словаки                   | 6              | < 0,1%   |
| українці                  | 5              | < 0,1%   |
| серби                     | 5              | < 0,1%   |
| росіяни-липовани          | 3              | < 0,1%   |
| греки                     | 3              | < 0,1%   |
| китайці                   | 3              | < 0,1%   |
| татари                    | 2              | < 0,1%   |
| болгари                   | 2              | < 0,1%   |
| хорвати                   | 2              | < 0,1%   |
| євреї                     | 2              | < 0,1%   |
| італійці                  | 2              | < 0,1%   |
| чанго                     | 1              | < 0,1%   |
| не вказали національність | 1              | < 0,1%   |

Рідною мовою назвали:
| Мова       | Кількість осіб | Відсоток |
| ---------- | -------------- | -------- |
| румунська  | 94071          | 97,3%    |
| циганська  | 2437           | 2,5%     |
| угорська   | 63             | 0,1%     |
| німецька   | 18             | < 0,1%   |
| російська  | 9              | < 0,1%   |
| українська | 5              | < 0,1%   |
| словацька  | 5              | < 0,1%   |
| сербська   | 4              | < 0,1%   |
| китайська  | 3              | < 0,1%   |
| італійська | 2              | < 0,1%   |
| турецька   | 1              | < 0,1%   |
| татарська  | 1              | < 0,1%   |
| болгарська | 1              | < 0,1%   |
| хорватська | 1              | < 0,1%   |
| грецька    | 1              | < 0,1%   |

Склад населення міста за віросповіданням:
| Релігія                                       | Кількість осіб | Відсоток |
| --------------------------------------------- | -------------- | -------- |
| православні                                   | 95008          | 98,3%    |
| п'ятдесятники                                 | 592            | 0,6%     |
| римо-католики                                 | 258            | 0,3%     |
| адвентисти                                    | 160            | 0,2%     |
| бретрени                                      | 146            | 0,2%     |
| баптисти                                      | 124            | 0,1%     |
| лютерани                                      | 65             | 0,1%     |
| греко-католики                                | 59             | 0,1%     |
| реформати                                     | 44             | < 0,1%   |
| атеїсти                                       | 13             | < 0,1%   |
| мусульмани                                    | 11             | < 0,1%   |
| не релігійні                                  | 11             | < 0,1%   |
| лютерани (Аугсбурзького сповідання)           | 9              | < 0,1%   |
| лютерани (Синодально-пресвітеріанська церква) | 6              | < 0,1%   |
| унітарії                                      | 4              | < 0,1%   |
| юдеї                                          | 4              | < 0,1%   |
| старообрядці                                  | 2              | < 0,1%   |
| не вказали релігію                            | 43             | < 0,1%   |

## Пам'ятки
У місті встановлена один із варіантів Нескінченної колони скульптора Константіна Бранкузі.

## Уродженці
- Ніколае Камбря (1900—1976)  — румунський військовий діяч.
- Міхай Ласкер (1889—1959) — румунський військовий діяч.
- Єкатерина Теодорою (1894—1917) — румунська військова діячка (с. Ведені).
- Ґеорґе Тетереску (1886—1957) — румунський політик, двічі прем'єр-міністр Румунії у міжвоєнний час.
- Еміл Унгуряну (1936—2012) — румунський шахіст.

## Зовнішні посилання
- Дані про місто Тиргу-Жіу на сайті Ghidul Primăriilor [Архівовано 20 вересня 2012 у Wayback Machine.]